# Edmund Fitzgerald
SS Edmund Fitzgerald — американское грузовое судно типа «Lake freighter», которое затонуло в озере Верхнее во время шторма 10 ноября 1975 года, в результате чего погиб весь экипаж из 29 человек. Спущенный на воду 7 июня 1958 года, он был самым большим кораблем на Великих озёрах Северной Америки и остаётся самым большим из затонувших там кораблей. Edmund Fitzgerald был обнаружен на большой глубине 14 ноября 1975 года самолётом ВМС США, засёкшим магнитные аномалии, и вскоре после этого были обнаружены обломки судна, состоявшие из двух больших частей.
В течение 17 лет Edmund Fitzgerald возил таконитовую железную руду из шахт недалеко от Дулута, штат Миннесота, на металлургические заводы в Детройте, Толидо и в другие порты Великих озёр. Сухогруз шесть раз устанавливал рекорды сезонных перевозок, часто побивая собственный рекорд . Капитан сухогруза Питер Пульсер был известен тем, что днём и ночью играл на свирели по внутренней связи корабля, при проходе корабля через реки Сент-Клер и Детройт (между озёрами Гурон и Эри) и развлекал зрителей на Су Локс (между озерами Верхним и Гурон) . Размер судна, рекордная производительность и «капитан ди-джей» сделали Edmund Fitzgerald очень популярным среди любителей кораблей.

## История
Рождением Edmund Fitzgerald можно считать 1 февраля 1957 года. Компания Northwestern Mutual Life Insurance Company заключила контракт с Great Lake Engine Works на строительство шахтного балкерного судна для осуществления перевозок по Великим озерам . В контракте было оговорено, что корабль будет самым большим на Великих озерах. GLEW начала строительство 7 августа 1957 года и предполагалось, что оно будет завершено к середине 1958 года . Northwestern объявила, что назовет сухогруз Эдмунд Фицджеральд, в честь отца президента компании, который был капитаном корабля. Церемония спуска на воду состоялась 7 июня 1958 года, а 22 сентября того же года корабль завершил 9-дневные ходовые испытания .
Корабль имел грузоподъемность 24 131 т. Большой грузовой отсек имел в общей сложности 20 люков, каждый размером 3,53 × 16,5 м и толщиной 8 мм.
Первоначально на корабле было 2 паровых двигателя, но в 1971-72 годах он был переоборудован для использования мазута. При длине 222 метра, Edmund Fitzgerald было самым большим судном на Великих озерах, рекорд, который держался до 1970 года.
Edmund Fitzgerald начал свою работу 13 сентября 1958 года, когда неделю спустя он сделал свою первую поставку на северо-запад Колумбийскому транспортному подразделению корпорации Oglebay Norton. В течение следующих 17 лет Edmund Fitzgerald перевозил таконит с рудников Дулута, Миннесота, железо на предприятия в Детройте, Толедо и других портах. Перед кораблекрушением 10 ноября 1975 года, с Edmund Fitzgerald произошло пять инцидентов.
В 1969 году, сухогруз сел на мель, затем, в 1970 году он столкнулся с судном SS Hochelaga, в том же году он также столкнулся с блокирующей стеной, в 1973 году произошло ещё два инцидента. Edmund Fitzgerald также потерял носовой якорь в реке Детройт в 1974 году . Однако ни одно из этих происшествий не считалось серьезным или опасным . 

## Последний рейс

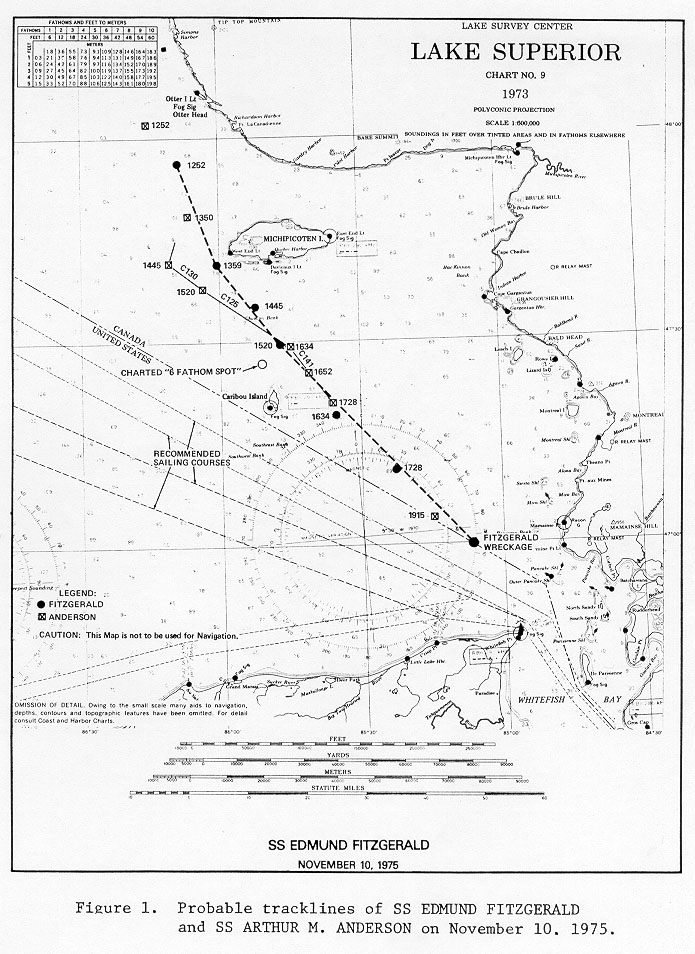
Карта последнего рейса сухогруза

Неся полный груз рудных окатышей под командованием капитана Эрнеста М. МакСорли, Edmund Fitzgerald отправился в свой последний рейс из Сьюпириор (Висконсин), недалеко от Дулута, днем 9 ноября 1975 года. По пути на сталелитейный завод недалеко от Детройта, Edmund Fitzgerald присоединился ко второму сухогрузу, вёзшему таконит, SS Arthur M. Anderson. К следующему дню два судна попали в сильный шторм на озере Верхнее с почти ураганным ветром и волнами высотой до 11 метров. Вскоре после 19:10 Edmund Fitzgerald внезапно затонул в канадских водах (Онтарио) на глубине 160 метров, примерно в 15 морских милях (27 км) от залива Уайтфиш, недалеко от городов-близнецов Су-Сент-Мари (Мичиган) и Су-Сент-Мари (Онтарио) — расстояние, которое Edmund Fitzgerald мог преодолеть за чуть больше часа на максимальной скорости.
До крушения, капитан МакСорли выходил на связь с капитаном SS Arthur M. Anderson Купером. В одном из сообщений МакСорли говорил, что на сухогрузе вышли из строя оба радара, волны повредили два клапана вентиляции балластных цистерн, в трюм стала поступать вода, и появился крен на правый борт. МакСорли также упоминал о том, что на палубе судна имеется некое повреждение, хотя и не уточнил, какое именно, и что крен не уменьшается, хотя оба трюмных насоса работают на полную мощность. Последнее сообщение капитана МакСорли (19:10) на Arthur M. Anderson было: «Мы пока держимся». Весь экипаж из 29 человек погиб, тела не были обнаружены.